# Country rock
Se denomina, usualmente, country rock a un género musical mixto que, partiendo de fundamentos estéticos e instrumentales propios del rock, toma sus bases musicales de las tradiciones folclóricas de los Estados Unidos, no solo de las directamente vinculadas con el country y el hillbilly, sino también con el blues sureño y otros géneros tradicionales.
Con frecuencia, el campo del country rock se solapa con el de otras etiquetas musicales, como rock sureño o folk rock.

## Origen
La iconografía tradicional del folk rock sitúa el nacimiento del género en el giro dado por Bob Dylan a su música en el Festival de Newport de 1965, en coincidencia con el triunfo de las propuestas discográficas de The Byrds , pero esto no deja de ser un convencionalismo. En realidad, el proceso se había iniciado a finales de la década de 1950, con la fuerte evolución sufrida por el Bluegrass, las innovaciones que fueron consolidándose a través del Grand Ole Opry y la aparición de grupos como New Lost City Ramblers, The Weavers, Peter, Paul & Mary o Scottsville Squirrel Barkers, que incluía a músicos tan esenciales en el country rock como Chris Hillman o Bernie Leadon. En cualquier caso, para el último tercio de la década de 1960, el Folk rock, y vinculado a él, el Country rock, aparece ya como un estilo consolidado.

## Características
Musicalmente, el country rock recoge los conceptos del pop y el rock de los años 1960, tanto en las bases instrumentales, como en los conceptos rítmicos y melódicos, por lo que puede afirmarse que, básicamente, es rock. La aportación folkie se concreta en la elección de la temática, la introducción de temas propiamente country en el repertorio de las bandas y, sobre todo, en los arreglos instrumentales. Elementos más cosméticos, por tanto, que de fondo.
La banda-tipo del género, incorpora una primera línea de dos o más guitarras, acústicas y eléctricas, incluyendo usualmente una Pedal steel guitar y, en ocasiones, una mandolina o un dobro, instrumentos muy vinculados con el bluegrass. A veces tienen presencia otros instrumentos, caso del violín o del fiddle (p.ej. Charlie Daniels) o el saxofón-flauta (p.ej. Jerry Eubanks), aunque no es lo usual. La línea rítmica, por el contrario, es clásicamente rock, con teclados (usualmente, piano eléctrico u órgano), bajo y batería.
Aunque muchos de los temas tienen partes vocales claramente pop o rock, las bandas suelen incluir estribillos y partes cantadas por tres voces armonizadas en estilo bluegrass (voz aguda principal en la tónica, con armonías del tenor en terceras y del barítono).

## Historia y evolución
El paso más decidido desde el folk rock californiano hacia el country rock, lo dieron los propios The Byrds cuando publicaron su sexto álbum, en 1968, titulado Sweetheart of the rodeo. Otras bandas, como Buffalo Springfield o Hearts of Flowers, ya estaban trabajando en líneas coincidentes. El área de San Francisco y, en general, California había dado impulso a una serie de artistas que, provenientes del folk, habían asumido la cultura musical psicodélica y establecido unas bases propicias para ese desarrollo: Country Joe & The Fish, The Grateful Dead.
Pero en los últimos años de la década, y primer tercio de los años 1970, las bandas de country rock comenzaron a florecer, especialmente tras la separación de grupos emblemáticos como The Byrds y Buffalo Springfield: Chris Hillman y Gram Parsons formaron los Flying Burrito Brothers; Bernie Leadon formó Dillard & Clark y, después, se incorporó a los Burrito; Randy Meisner y Jim Messina crearon otra de las bandas básicas del género, Poco; Stephen Stills formó Manassas y, junto con David Crosby y Graham Nash, Crosby, Stills & Nash, a los que se unió Neil Young, que también estuvo en Buffalo Springfield. Además, estaban Rick Nelson y su Stone Canyon Band, otras bandas como New Riders of the Purple Sage y artistas como J.J.Cale.
Avanzada la década de los años 1970, el género se consolidó y algunos de los grupos citados consiguieron importantes ventas en todo el mundo, como Poco (Indian Summer, 1977 y Legend, 1978), ya sin Richie Furay, y sin Meisner ni Messina (que se había marchado para formar Loggins y Messina), pero con el polifacético Rusty Young y Paul Cotton al frente. El enorme éxito alcanzado, al comienzo de la década, por las bandas de blues sureño (Allman Brothers Band y, más tarde, Lynyrd Skynyrd) favoreció igualmente el despegue del género y la aparición de una gran cantidad de bandas a caballo entre el country rock y lo que desde entonces se conoció como rock sureño: Marshall Tucker Band, Charlie Daniels Band, Cowboy, Little Feat, Rich Mountain Tower ... 
De entre todas las bandas aparecidas en este contexto, la que alcanzó mayores ventas fue, sin duda, Eagles, el grupo formado por Randy Meisner tras dejar a Poco, y por Bernie Leadon, que abandonó a los Burrito en 1971. El quinto de sus álbumes, Hotel California, supuso el punto álgido, en cuanto a éxito popular, del género (y, a la vez, su despegue de él). Otros grupos que habían comenzado en la línea del country rock o del rock sureño, como los Doobie Brothers en sus primeros discos, Black Oak Arkansas, Wet Willie o Delaney & Bonnie & Friends, fueron también, de forma paulatina, apartándose del género.
A finales de la década, el género ya no estaba de moda, en parte por el giro que el rock dio hacia el punk, en parte porque el circuito del country no había acabado de asimilarlo, aunque sí asumió parte de sus planteamientos instrumentales (Dwight Yoakam, etc.). No obstante, las bandas de country rock continuaron durante la década de 1980 e, incluso, en los años 1990, aparecieron nuevas bandas de rock que recogieron parte del legado sureño (Brothers Brooks, Black Crowes...).
Pero el nacimiento del punk originará, en los noventa, la aparición de una nueva generación de músicos que desde diferentes puntos de los Estados Unidos y con gran diversidad musical, tendrán en común la utilización de las guitarras y un estilo musical basado en las raíces musicales y el country rock y que serán etiquetados como 'insurgent' o 'new' country. Es el caso de grupos como Jayhawks y Lambchop o de Uncle Tupelo, semilla de lo que serán Wilco y Son Volt, o de cantautores como Steve Earle y Kim Richey.